# College Football Playoff
El College Football Playoff (CFP) es un torneo anual por invitación eliminatorio de postemporada para determinar un campeón nacional para la Subdivisión de Football Bowl de la División I (FBS) de la National Collegiate Athletic Association (NCAA), el nivel más alto de competencia de fútbol americano universitario en los Estados Unidos. Culmina con el College Football Championship Game.El torneo inaugural se llevó a cabo al final de la temporada de fútbol americano FBS de la División I de la NCAA 2014 en un formato de cuatro equipos. El CFP se amplía para incluir doce equipos para la temporada 2024.
Como la NCAA no organiza ni otorga un campeonato nacional oficial de fútbol americano FBS (en lugar de eso, simplemente reconoce las decisiones tomadas por cualquiera de varios selectores de campeonatos importantes independientes), el inicio del CFP en 2014 marcó la primera vez que un seleccionador de campeonato nacional importante en fútbol americano universitario pudo determinar su campeón mediante una competición de grupos.Un comité de 13 miembros selecciona a los equipos que participarán en la PPC.Este sistema se diferencia del uso de encuestas o rankings informáticos que se utilizaban anteriormente para seleccionar a los participantes de la Bowl Championship Series (BCS), el sistema de títulos utilizado en FBS de 1998 a 2013. El formato actual es un sistema Plus-One, una idea que se hizo popular como alternativa al BCS después de que las temporadas 2003 y 2004 terminaran en controversia.
Los dos juegos de semifinales se rotan entre seis juegos de tazones importantes, conocidos como New Year's Six: el Cotton Bowl, Fiesta Bowl, Orange Bowl, Peach Bowl, Rose Bowl, y Sugar Bowl.Además de los equipos seleccionados para los playoffs, de 2014 a 2023 la clasificación final de la CFP se utilizaba para determinar los participantes de los cuatro Six Bowls de Año Nuevo que no albergarían las semifinales de ese año (a partir de 2024, esos juegos forman parte del Cuartos de final del nuevo playoff). Si los Rose y Sugar Bowls albergan las semifinales (que ocurren cada tres años), se juegan el día de Año Nuevo (o el 2 de enero si el día de Año Nuevo cae en domingo). En otros años, las semifinales están programadas para un viernes o sábado cerca del día de Año Nuevo,con flexibilidad permitida para garantizar que no entren en conflicto con otros juegos de bowls que tradicionalmente se celebran el día de Año Nuevo. Bajo el formato original de cuatro equipos, los dos partidos de semifinales se jugaron el mismo día; Con la ampliación del CFP en 2024, se jugarán en días consecutivos. El partido del College Football Playoff National Championship se juega el primer lunes, seis o más días después de las Semifinales. Luego, la sede del juego de campeonato se selecciona en función de las ofertas presentadas por las ciudades, similar al Final Four de la NCAA.
El ganador del Juego de Campeonato recibe el College Football Playoff National Championship Trophy. Los funcionarios de los playoffs encargaron un nuevo trofeo que no tenía conexión con los sistemas de campeonato anteriores, como el trofeo de "fútbol americano de cristal" de la AFCA que se había presentado regularmente después del campeonato desde la década de 1990 (ya que la AFCA estaba obligada contractualmente a nombrar al campeón del BCS como el Campeón de la encuesta de entrenadores).

## Estadísticas
De las diez conferencias que forman la Football Bowl Subdivision (FBS) de la Division I, hay cinco que acaparan el número de equipos elegidos para disputar el College Football Playoff, por lo que estas conferencias han comenzado a denominarse popularmente "Power Five conferences" (P5). Son las siguientes: Atlantic Coast Conference (ACC), Big Ten Conference, Big 12 Conference, Pac-12 Conference, y Southeastern Conference (SEC). Las otras cinco conferencias se conocen como "Group of Five" (G5), y son las siguientes: American Athletic Conference, Conference USA, Mid-American Conference, Mountain West Conference y Sun Belt Conference.

## Comité
La decisión sobre cuáles son los cuatro mejores equipos del ranking a final de temporada y su orden en el ranking es tomada por un comité, que actualmente está formado por doce miembros. Incluye un director deportivo de cada una de las cinco conferencias más fuertes "Power Five conferences" (P5) (ACC, SEC, Big Ten, Big 12 y Pac-12). 
Los miembros 2024-25 son:
| Miembro          |
| ---------------- |
| Chris Ault       |
| Chet Gladchuck   |
| Jim Grobe        |
| Warde Manuel     |
| Randall McDaniel |
| Gary Pinkel      |
| Mack Rhoades     |
| Mike Riley       |
| David Sayler     |
| Will Shields     |
| Kelly Whiteside  |
| Carla Williams   |
| Hunter Yurachek  |

## Torneo Anual

### 2014
|  | Sugar Bowl (#1 - #4) | Sugar Bowl (#1 - #4) | Sugar Bowl (#1 - #4) |        |                 | College Football Championship Game | College Football Championship Game | College Football Championship Game |  |
|  | Rose Bowl (#2 - #3)  |                      |                      |        |                 |                                    |                                    |                                    |  |
|  |                      |                      |                      |        |                 |                                    |                                    |                                    |  |
|  |                      |                      |                      |        |                 |                                    |                                    |                                    |  |
|  | #1                   | Alabama              | 35                   |        |                 |                                    |                                    |                                    |  |
|  | #1                   | Alabama              | 35                   |        |                 |                                    |                                    |                                    |  |
|  | #4                   | Estatal de Ohio      | 42                   |        |                 |                                    |                                    |                                    |  |
|  | #4                   | Estatal de Ohio      | 42                   |        | Estatal de Ohio | Estatal de Ohio                    | 42                                 |                                    |  |
|  |                      |                      |                      |        | Estatal de Ohio | Estatal de Ohio                    | 42                                 |                                    |  |
|  |                      |                      | Oregón               | Oregón | 20              |                                    |                                    |                                    |  |
|  | #2                   | Oregón               | Oregón               | Oregón | 20              | 59                                 |                                    |                                    |  |
|  | #2                   | Oregón               |                      |        |                 | 59                                 |                                    |                                    |  |
|  | #3                   | Estatal de Florida   | 20                   |        |                 |                                    |                                    |                                    |  |
|  | #3                   | Estatal de Florida   | 20                   |        |                 |                                    |                                    |                                    |  |
|  |                      |                      |                      |        |                 |                                    |                                    |                                    |  |

### 2015
|  | Orange Bowl (#1 - #4) | Orange Bowl (#1 - #4) | Orange Bowl (#1 - #4) |         |    | College Football Championship Game | College Football Championship Game | College Football Championship Game |  |
|  | Cotton Bowl (#2 - #3) |                       |                       |         |    |                                    |                                    |                                    |  |
|  |                       |                       |                       |         |    |                                    |                                    |                                    |  |
|  |                       |                       |                       |         |    |                                    |                                    |                                    |  |
|  | #1                    | Clemson               | 37                    |         |    |                                    |                                    |                                    |  |
|  | #1                    | Clemson               | 37                    |         |    |                                    |                                    |                                    |  |
|  | #4                    | Oklahoma              | 17                    |         |    |                                    |                                    |                                    |  |
|  | #4                    | Oklahoma              | 17                    |         | #1 | Clemson                            | 40                                 |                                    |  |
|  |                       |                       |                       |         | #1 | Clemson                            | 40                                 |                                    |  |
|  |                       |                       | #2                    | Alabama | 45 |                                    |                                    |                                    |  |
|  | #2                    | Alabama               | #2                    | Alabama | 45 | 38                                 |                                    |                                    |  |
|  | #2                    | Alabama               |                       |         |    | 38                                 |                                    |                                    |  |
|  | #3                    | Estatal de Míchigan   | 0                     |         |    |                                    |                                    |                                    |  |
|  | #3                    | Estatal de Míchigan   | 0                     |         |    |                                    |                                    |                                    |  |
|  |                       |                       |                       |         |    |                                    |                                    |                                    |  |

### 2016
|  | Peach Bowl (#1 - #4)  | Peach Bowl (#1 - #4) | Peach Bowl (#1 - #4) |         |    | College Football Championship Game | College Football Championship Game | College Football Championship Game |  |
|  | Fiesta Bowl (#2 - #3) |                      |                      |         |    |                                    |                                    |                                    |  |
|  |                       |                      |                      |         |    |                                    |                                    |                                    |  |
|  |                       |                      |                      |         |    |                                    |                                    |                                    |  |
|  | #1                    | Alabama              | 24                   |         |    |                                    |                                    |                                    |  |
|  | #1                    | Alabama              | 24                   |         |    |                                    |                                    |                                    |  |
|  | #4                    | Washington           | 7                    |         |    |                                    |                                    |                                    |  |
|  | #4                    | Washington           | 7                    |         | #1 | Alabama                            | 31                                 |                                    |  |
|  |                       |                      |                      |         | #1 | Alabama                            | 31                                 |                                    |  |
|  |                       |                      | #2                   | Clemson | 34 |                                    |                                    |                                    |  |
|  | #2                    | Clemson              | #2                   | Clemson | 34 | 31                                 |                                    |                                    |  |
|  | #2                    | Clemson              |                      |         |    | 31                                 |                                    |                                    |  |
|  | #3                    | Estatal de Ohio      | 0                    |         |    |                                    |                                    |                                    |  |
|  | #3                    | Estatal de Ohio      | 0                    |         |    |                                    |                                    |                                    |  |
|  |                       |                      |                      |         |    |                                    |                                    |                                    |  |

### 2017
|  | Sugar Bowl (#1 - #4) | Sugar Bowl (#1 - #4) | Sugar Bowl (#1 - #4) |         |    | College Football Championship Game | College Football Championship Game | College Football Championship Game |  |
|  | Rose Bowl (#2 - #3)  |                      |                      |         |    |                                    |                                    |                                    |  |
|  |                      |                      |                      |         |    |                                    |                                    |                                    |  |
|  |                      |                      |                      |         |    |                                    |                                    |                                    |  |
|  | #1                   | Clemson              | 6                    |         |    |                                    |                                    |                                    |  |
|  | #1                   | Clemson              | 6                    |         |    |                                    |                                    |                                    |  |
|  | #4                   | Alabama              | 24                   |         |    |                                    |                                    |                                    |  |
|  | #4                   | Alabama              | 24                   |         | #4 | Alabama                            | 26                                 |                                    |  |
|  |                      |                      |                      |         | #4 | Alabama                            | 26                                 |                                    |  |
|  |                      |                      | #3                   | Georgia | 23 |                                    |                                    |                                    |  |
|  | #2                   | Oklahoma             | #3                   | Georgia | 23 | 48                                 |                                    |                                    |  |
|  | #2                   | Oklahoma             |                      |         |    | 48                                 |                                    |                                    |  |
|  | #3                   | Georgia              | 54                   |         |    |                                    |                                    |                                    |  |
|  | #3                   | Georgia              | 54                   |         |    |                                    |                                    |                                    |  |
|  |                      |                      |                      |         |    |                                    |                                    |                                    |  |

### 2018
|  | Orange Bowl (#1 - #4) | Orange Bowl (#1 - #4) | Orange Bowl (#1 - #4) |         |    | College Football Championship Game | College Football Championship Game | College Football Championship Game |  |
|  | Cotton Bowl (#2 - #3) |                       |                       |         |    |                                    |                                    |                                    |  |
|  |                       |                       |                       |         |    |                                    |                                    |                                    |  |
|  |                       |                       |                       |         |    |                                    |                                    |                                    |  |
|  | #1                    | Alabama               | 45                    |         |    |                                    |                                    |                                    |  |
|  | #1                    | Alabama               | 45                    |         |    |                                    |                                    |                                    |  |
|  | #4                    | Oklahoma              | 34                    |         |    |                                    |                                    |                                    |  |
|  | #4                    | Oklahoma              | 34                    |         | #1 | Alabama                            | 16                                 |                                    |  |
|  |                       |                       |                       |         | #1 | Alabama                            | 16                                 |                                    |  |
|  |                       |                       | #2                    | Clemson | 44 |                                    |                                    |                                    |  |
|  | #2                    | Clemson               | #2                    | Clemson | 44 | 30                                 |                                    |                                    |  |
|  | #2                    | Clemson               |                       |         |    | 30                                 |                                    |                                    |  |
|  | #3                    | Notre Dame            | 3                     |         |    |                                    |                                    |                                    |  |
|  | #3                    | Notre Dame            | 3                     |         |    |                                    |                                    |                                    |  |
|  |                       |                       |                       |         |    |                                    |                                    |                                    |  |

### 2019
|  | Peach Bowl (#1 - #4)  | Peach Bowl (#1 - #4) | Peach Bowl (#1 - #4) |         |    | College Football Championship Game | College Football Championship Game | College Football Championship Game |  |
|  | Fiesta Bowl (#2 - #3) |                      |                      |         |    |                                    |                                    |                                    |  |
|  |                       |                      |                      |         |    |                                    |                                    |                                    |  |
|  |                       |                      |                      |         |    |                                    |                                    |                                    |  |
|  | #1                    | Estatal de Luisiana  | 63                   |         |    |                                    |                                    |                                    |  |
|  | #1                    | Estatal de Luisiana  | 63                   |         |    |                                    |                                    |                                    |  |
|  | #4                    | Oklahoma             | 28                   |         |    |                                    |                                    |                                    |  |
|  | #4                    | Oklahoma             | 28                   |         | #1 | Estatal de Luisiana                | 42                                 |                                    |  |
|  |                       |                      |                      |         | #1 | Estatal de Luisiana                | 42                                 |                                    |  |
|  |                       |                      | #3                   | Clemson | 25 |                                    |                                    |                                    |  |
|  | #2                    | Estatal de Ohio      | #3                   | Clemson | 25 | 23                                 |                                    |                                    |  |
|  | #2                    | Estatal de Ohio      |                      |         |    | 23                                 |                                    |                                    |  |
|  | #3                    | Clemson              | 29                   |         |    |                                    |                                    |                                    |  |
|  | #3                    | Clemson              | 29                   |         |    |                                    |                                    |                                    |  |
|  |                       |                      |                      |         |    |                                    |                                    |                                    |  |

### 2020
|  | Rose Bowl (#1 - #4)   | Rose Bowl (#1 - #4) | Rose Bowl (#1 - #4) |                 |    | College Football Championship Game | College Football Championship Game | College Football Championship Game |  |
|  | Orange Bowl (#2 - #3) |                     |                     |                 |    |                                    |                                    |                                    |  |
|  |                       |                     |                     |                 |    |                                    |                                    |                                    |  |
|  |                       |                     |                     |                 |    |                                    |                                    |                                    |  |
|  | #1                    | Alabama             | 31                  |                 |    |                                    |                                    |                                    |  |
|  | #1                    | Alabama             | 31                  |                 |    |                                    |                                    |                                    |  |
|  | #4                    | Notre Dame          | 14                  |                 |    |                                    |                                    |                                    |  |
|  | #4                    | Notre Dame          | 14                  |                 | #1 | Alabama                            | 52                                 |                                    |  |
|  |                       |                     |                     |                 | #1 | Alabama                            | 52                                 |                                    |  |
|  |                       |                     | #3                  | Estatal de Ohio | 24 |                                    |                                    |                                    |  |
|  | #2                    | Clemson             | #3                  | Estatal de Ohio | 24 | 28                                 |                                    |                                    |  |
|  | #2                    | Clemson             |                     |                 |    | 28                                 |                                    |                                    |  |
|  | #3                    | Estatal de Ohio     | 49                  |                 |    |                                    |                                    |                                    |  |
|  | #3                    | Estatal de Ohio     | 49                  |                 |    |                                    |                                    |                                    |  |
|  |                       |                     |                     |                 |    |                                    |                                    |                                    |  |

### 2021
|  | Cotton Bowl (#1 - #4) | Cotton Bowl (#1 - #4) | Cotton Bowl (#1 - #4) |         |    | College Football Championship Game | College Football Championship Game | College Football Championship Game |  |
|  | Sugar Bowl (#2 - #3)  |                       |                       |         |    |                                    |                                    |                                    |  |
|  |                       |                       |                       |         |    |                                    |                                    |                                    |  |
|  |                       |                       |                       |         |    |                                    |                                    |                                    |  |
|  | #1                    | Alabama               | 27                    |         |    |                                    |                                    |                                    |  |
|  | #1                    | Alabama               | 27                    |         |    |                                    |                                    |                                    |  |
|  | #4                    | Cincinnati            | 6                     |         |    |                                    |                                    |                                    |  |
|  | #4                    | Cincinnati            | 6                     |         | #1 | Alabama                            | 18                                 |                                    |  |
|  |                       |                       |                       |         | #1 | Alabama                            | 18                                 |                                    |  |
|  |                       |                       | #3                    | Georgia | 33 |                                    |                                    |                                    |  |
|  | #2                    | Míchigan              | #3                    | Georgia | 33 | 11                                 |                                    |                                    |  |
|  | #2                    | Míchigan              |                       |         |    | 11                                 |                                    |                                    |  |
|  | #3                    | Georgia               | 34                    |         |    |                                    |                                    |                                    |  |
|  | #3                    | Georgia               | 34                    |         |    |                                    |                                    |                                    |  |
|  |                       |                       |                       |         |    |                                    |                                    |                                    |  |

### 2022
|  | Peach Bowl (#1 - #4)  | Peach Bowl (#1 - #4) | Peach Bowl (#1 - #4) |     |    | College Football Championship Game | College Football Championship Game | College Football Championship Game |  |
|  | Fiesta Bowl (#2 - #3) |                      |                      |     |    |                                    |                                    |                                    |  |
|  |                       |                      |                      |     |    |                                    |                                    |                                    |  |
|  |                       |                      |                      |     |    |                                    |                                    |                                    |  |
|  | #1                    | Georgia              | 42                   |     |    |                                    |                                    |                                    |  |
|  | #1                    | Georgia              | 42                   |     |    |                                    |                                    |                                    |  |
|  | #4                    | Ohio State           | 41                   |     |    |                                    |                                    |                                    |  |
|  | #4                    | Ohio State           | 41                   |     | #1 | Georgia                            | 65                                 |                                    |  |
|  |                       |                      |                      |     | #1 | Georgia                            | 65                                 |                                    |  |
|  |                       |                      | #3                   | TCU | 7  |                                    |                                    |                                    |  |
|  | #2                    | Míchigan             | #3                   | TCU | 7  | 45                                 |                                    |                                    |  |
|  | #2                    | Míchigan             |                      |     |    | 45                                 |                                    |                                    |  |
|  | #3                    | TCU                  | 51                   |     |    |                                    |                                    |                                    |  |
|  | #3                    | TCU                  | 51                   |     |    |                                    |                                    |                                    |  |
|  |                       |                      |                      |     |    |                                    |                                    |                                    |  |

### 2023
|  | Rose Bowl (#1 - #4)  | Rose Bowl (#1 - #4) | Rose Bowl (#1 - #4) |            |    | College Football Championship Game | College Football Championship Game | College Football Championship Game |  |
|  | Sugar Bowl (#2 - #3) |                     |                     |            |    |                                    |                                    |                                    |  |
|  |                      |                     |                     |            |    |                                    |                                    |                                    |  |
|  |                      |                     |                     |            |    |                                    |                                    |                                    |  |
|  | #1                   | Míchigan            | 27                  |            |    |                                    |                                    |                                    |  |
|  | #1                   | Míchigan            | 27                  |            |    |                                    |                                    |                                    |  |
|  | #4                   | Alabama             | 20                  |            |    |                                    |                                    |                                    |  |
|  | #4                   | Alabama             | 20                  |            | #1 | Míchigan                           | 34                                 |                                    |  |
|  |                      |                     |                     |            | #1 | Míchigan                           | 34                                 |                                    |  |
|  |                      |                     | #2                  | Washington | 13 |                                    |                                    |                                    |  |
|  | #2                   | Washington          | #2                  | Washington | 13 | 37                                 |                                    |                                    |  |
|  | #2                   | Washington          |                     |            |    | 37                                 |                                    |                                    |  |
|  | #3                   | Texas               | 31                  |            |    |                                    |                                    |                                    |  |
|  | #3                   | Texas               | 31                  |            |    |                                    |                                    |                                    |  |
|  |                      |                     |                     |            |    |                                    |                                    |                                    |  |

### 2024
|  | Primera ronda                                   | Primera ronda                                   | Primera ronda                                   |    |               | Cuartos de final                                                                                     | Cuartos de final                                                                                     | Cuartos de final                                                                                     |  |  | Semifinales                                        | Semifinales                                        | Semifinales                                        |  |  | Final                                            | Final                                            | Final                                            |
|  | 21 de diciembre 20 de diciembre 21 de diciembre | 21 de diciembre 20 de diciembre 21 de diciembre | 21 de diciembre 20 de diciembre 21 de diciembre |    |               | 1 de enero (Rose Bowl) 1 de enero (Peach Bowl) 2 de enero (Sugar Bowl) 31 de diciembre (Fiesta Bowl) | 1 de enero (Rose Bowl) 1 de enero (Peach Bowl) 2 de enero (Sugar Bowl) 31 de diciembre (Fiesta Bowl) | 1 de enero (Rose Bowl) 1 de enero (Peach Bowl) 2 de enero (Sugar Bowl) 31 de diciembre (Fiesta Bowl) |  |  | 10 de enero (Cotton Bowl) 9 de enero (Orange Bowl) | 10 de enero (Cotton Bowl) 9 de enero (Orange Bowl) | 10 de enero (Cotton Bowl) 9 de enero (Orange Bowl) |  |  | 20 de enero (College Football Championship Game) | 20 de enero (College Football Championship Game) | 20 de enero (College Football Championship Game) |
|  |                                                 |                                                 |                                                 |    |               | | | |  |  |                                                    |                                                    |                                                    |  |  |                                                  |                                                  |                                                  |
|  |                                                 |                                                 |                                                 |    |               | | | |  |  |                                                    |                                                    |                                                    |  |  |                                                  |                                                  |                                                  |
|  |                                                 |                                                 |                                                 |    |               | | | |  |  |                                                    |                                                    |                                                    |  |  |                                                  |                                                  |                                                  |
|  |                                                 |                                                 |                                                 |    |               | | | |  |  |                                                    |                                                    |                                                    |  |  |                                                  |                                                  |                                                  |
|  |                                                 |                                                 |                                                 |    |               | | | |  |  |                                                    |                                                    |                                                    |  |  |                                                  |                                                  |                                                  |
|  | 8                                               | Ohio State                                      | 42                                              |    |               | | | |  |  |                                                    |                                                    |                                                    |  |  |                                                  |                                                  |                                                  |
|  | 8                                               | Ohio State                                      | 42                                              | 1  | Oregon        | 21                                                                                                   | | |  |  |                                                    |                                                    |                                                    |  |  |                                                  |                                                  |                                                  |
|  | 9                                               | Tennessee                                       | 17                                              | 1  | Oregon        | 21                                                                                                   | | |  |  |                                                    |                                                    |                                                    |  |  |                                                  |                                                  |                                                  |
|  | 9                                               | Tennessee                                       | 17                                              | 8  | Ohio State    | 41                                                                                                   | | |  |  |                                                    |                                                    |                                                    |  |  |                                                  |                                                  |                                                  |
|  |                                                 |                                                 |                                                 | 8  | Ohio State    | 41                                                                                                   | | |  |  |                                                    |                                                    |                                                    |  |  |                                                  |                                                  |                                                  |
|  |                                                 |                                                 |                                                 |    |               | | | |  |  |                                                    |                                                    |                                                    |  |  |                                                  |                                                  |                                                  |
|  |                                                 |                                                 |                                                 | 8  | Ohio State    | 28                                                                                                   | | |  |  |                                                    |                                                    |                                                    |  |  |                                                  |                                                  |                                                  |
|  |                                                 |                                                 |                                                 | 8  | Ohio State    | 28                                                                                                   | | |  |  |                                                    |                                                    |                                                    |  |  |                                                  |                                                  |                                                  |
|  |                                                 | 5                                               | Texas                                           | 14 |               | | | |  |  |                                                    |                                                    |                                                    |  |  |                                                  |                                                  |                                                  |
|  |                                                 | 5                                               | Texas                                           | 14 |               | | | |  |  |                                                    |                                                    |                                                    |  |  |                                                  |                                                  |                                                  |
|  | 5                                               | Texas                                           | 38                                              |    |               | | | |  |  |                                                    |                                                    |                                                    |  |  |                                                  |                                                  |                                                  |
|  | 5                                               | Texas                                           | 38                                              | 4  | Arizona State | 31                                                                                                   | | |  |  |                                                    |                                                    |                                                    |  |  |                                                  |                                                  |                                                  |
|  | 12                                              | Clemson                                         | 24                                              | 4  | Arizona State | 31                                                                                                   | | |  |  |                                                    |                                                    |                                                    |  |  |                                                  |                                                  |                                                  |
|  | 12                                              | Clemson                                         | 24                                              | 5  | Texas (2 Pr.) | 39                                                                                                   | | |  |  |                                                    |                                                    |                                                    |  |  |                                                  |                                                  |                                                  |
|  |                                                 |                                                 |                                                 | 5  | Texas (2 Pr.) | 39                                                                                                   | | |  |  |                                                    |                                                    |                                                    |  |  |                                                  |                                                  |                                                  |
|  |                                                 |                                                 |                                                 |    |               | | | |  |  |                                                    |                                                    |                                                    |  |  |                                                  |                                                  |                                                  |
|  |                                                 |                                                 |                                                 | 8  | Ohio State    | 34                                                                                                   | | |  |  |                                                    |                                                    |                                                    |  |  |                                                  |                                                  |                                                  |
|  |                                                 |                                                 |                                                 | 8  | Ohio State    | 34                                                                                                   | | |  |  |                                                    |                                                    |                                                    |  |  |                                                  |                                                  |                                                  |
|  |                                                 | 7                                               | Notre Dame                                      | 23 |               | | | |  |  |                                                    |                                                    |                                                    |  |  |                                                  |                                                  |                                                  |
|  |                                                 | 7                                               | Notre Dame                                      | 23 |               | | | |  |  |                                                    |                                                    |                                                    |  |  |                                                  |                                                  |                                                  |
|  | 7                                               | Notre Dame                                      | 27                                              |    |               | | | |  |  |                                                    |                                                    |                                                    |  |  |                                                  |                                                  |                                                  |
|  | 7                                               | Notre Dame                                      | 27                                              | 2  | Georgia       | 10                                                                                                   | | |  |  |                                                    |                                                    |                                                    |  |  |                                                  |                                                  |                                                  |
|  | 10                                              | Indiana                                         | 17                                              | 2  | Georgia       | 10                                                                                                   | | |  |  |                                                    |                                                    |                                                    |  |  |                                                  |                                                  |                                                  |
|  | 10                                              | Indiana                                         | 17                                              | 7  | Notre Dame    | 23                                                                                                   | | |  |  |                                                    |                                                    |                                                    |  |  |                                                  |                                                  |                                                  |
|  |                                                 |                                                 |                                                 | 7  | Notre Dame    | 23                                                                                                   | | |  |  |                                                    |                                                    |                                                    |  |  |                                                  |                                                  |                                                  |
|  |                                                 |                                                 |                                                 |    |               | | | |  |  |                                                    |                                                    |                                                    |  |  |                                                  |                                                  |                                                  |
|  |                                                 |                                                 |                                                 | 6  | Penn State    | 24                                                                                                   | | |  |  |                                                    |                                                    |                                                    |  |  |                                                  |                                                  |                                                  |
|  |                                                 |                                                 |                                                 | 6  | Penn State    | 24                                                                                                   | | |  |  |                                                    |                                                    |                                                    |  |  |                                                  |                                                  |                                                  |
|  |                                                 | 7                                               | Notre Dame                                      | 27 |               | | | |  |  |                                                    |                                                    |                                                    |  |  |                                                  |                                                  |                                                  |
|  |                                                 | 7                                               | Notre Dame                                      | 27 |               | | | |  |  |                                                    |                                                    |                                                    |  |  |                                                  |                                                  |                                                  |
|  | 6                                               | Penn State                                      | 38                                              |    |               | | | |  |  |                                                    |                                                    |                                                    |  |  |                                                  |                                                  |                                                  |
|  | 6                                               | Penn State                                      | 38                                              | 3  | Boise State   | 14                                                                                                   | | |  |  |                                                    |                                                    |                                                    |  |  |                                                  |                                                  |                                                  |
|  | 11                                              | SMU                                             | 10                                              | 3  | Boise State   | 14                                                                                                   | | |  |  |                                                    |                                                    |                                                    |  |  |                                                  |                                                  |                                                  |
|  | 11                                              | SMU                                             | 10                                              | 6  | Penn State    | 31                                                                                                   | | |  |  |                                                    |                                                    |                                                    |  |  |                                                  |                                                  |                                                  |
|  |                                                 |                                                 |                                                 | 6  | Penn State    | 31                                                                                                   | | |  |  |                                                    |                                                    |                                                    |  |  |                                                  |                                                  |                                                  |

### Apariciones por Conferencia
| Conferencia   | Apariciones | Victorias | Derrotas | Pct  | Campeonatos | # de equipos | Equipos                                                    |
| ------------- | ----------- | --------- | -------- | ---- | ----------- | ------------ | ---------------------------------------------------------- |
| SEC           | 12          | 16        | 6        | .727 | 6           | 3            | Alabama 8 (9–5) Georgia 3 (5–1) LSU 1 (2–0)                |
| Big Ten       | 10          | 6         | 7        | .417 | 3           | 3            | Ohio State 5 (3–4) Michigan 3 (1–2) Michigan State 1 (0–1) |
| ACC           | 8           | 6         | 6        | .500 | 2           | 3            | Clemson 6 (6–4) Florida State 1 (0–1) Notre Dame 1 (0–1)   |
| Big 12        | 6           | 1         | 6        | .143 | 0           | 3            | Oklahoma 4 (0–4) TCU 1 (1–1) Texas 1 (0–1)                 |
| Pac-12        | 3           | 2         | 3        | .400 | 0           | 2            | Washington 2 (1–1) Oregon 1 (1–1)                          |
| Independiente | 2           | 0         | 2        | .000 | 0           | 1            | Notre Dame 1 (0–1)                                         |
| American      | 1           | 0         | 1        | .000 | 0           | 1            | Cincinnati 1 (0–1)                                         |

## Transmisión
En 2013, ESPN adquirió los derechos de transmisión televisiva de los seis bowls del CFP y el Campeonato Nacional hasta al menos la temporada 2025-26. Luego, ESPN llegó a acuerdos de 12 años para conservar los derechos del Rose Bowl, Orange Bowl y Sugar Bowl luego de la disolución de la Bowl Championship Series.En noviembre de ese año, ESPN llegó a un acuerdo de 12 años para transmitir los tres bowls restantes, el juego de campeonato, así como programación paralela, como programas de clasificación. En conjunto, el contrato está valorado en alrededor de 470 millones de dólares al año, o casi 5.700 millones de dólares durante la vigencia del contrato. El 19 de marzo de 2024, ESPN alcanzó una extensión de seis años, valorada en 1.300 millones de dólares al año.Este acuerdo permitirá a ESPN agregar los cuatro nuevos juegos de playoffs de primera ronda, que ESPN también puede sublicenciar a otras cadenas, además de continuar como sede de los Seis Bowls de Año Nuevo y el Juego de Campeonato Nacional.Además, como parte de este acuerdo, a partir de ls 2026-27, ESPN transmitirá el Juego del Campeonato Nacional en ABC, lo que marcará el regreso del juego a la televisión abierta por primera vez desde 2010.